# Felix Abraham
Felix Abraham (30 août 1901 à Francfort-sur-le-Main - 8 septembre 1937 à Florence) est un médecin allemand, spécialiste en médecine légale sexuelle (expert judiciaire) et « directeur du département de médecine légale sexuelle » (Leiter der sexualforensischen Abteilung) de l'Institut de sexologie de Berlin.

## Biographie
À la fin de l'année 1928, Abraham obtient, sous la direction de Philipp Schwartz, à Francfort-sur-le-Main, son doctorat, pour une thèse intitulée « Recherches sur les changements dans les statistiques de mortalité sur la première année de vie », qui est publiée sous forme de livre la même année. Un an après son doctorat, il commence à travailler comme médecin assistant. De 1929 jusqu'à la prise de pouvoir nazie en 1933 et au pillage de l'Institut de Sexologie qui a lieu en Mai de la même année, il en est le « directeur du département de médecine légale sexuelle » et participe à des cours de sexologie. Son intérêt particulier porte sur les « crimes sexuels » de l’époque, tels que l'infantilisme, l'exhibitionnisme et le flagellantisme. En plus du conseil d'administration, il était l'un des trois médecins permanents de l'Institut et le successeur du professeur de psychiatrie Arthur Kronfeld.
À l'Institut, il est l'interlocuteur privilégié des « travestis » (Transvestiten), terme qui recouvre alors ce que l'on appelle aujourd'hui travestissement aussi bien que transsexualité ou transidentité. C'est lui qui dialogue par exemple avec Rudolph Richter (1892–1966), un « Transvestit » qui vit sous le prénom de « Dora » ou « Dorchen », pendant plus de dix ans, à l'Institut, en travaillant comme femme de ménage et cuisinière. Au début de 1931, Dora bénéficie d'une pénectomie, suivie de la construction d'un néovagin en juin 1931. Cette première « réattribution génitale » chirurgicale complète est réalisée par Ludwig Levy-Lenz à l'Institut, comme ce fut probablement le cas de celles de Toni Ebel. Les deux cas sont publiés par Abraham en 1931 dans le Journal of Sexual Science sous le titre de « Genitalumwandlungen an zwei männlichen Transvestiten » (« Réattribution génitale de deux travestis mâles »). Il est également le thérapeute d'une autre « Transvestit » qui bénéficie d'une opération de réattribution sexuelle, Charlotte Charlaque.
Felix Abraham partage avec Hirschfeld l'idée de la « thérapie par le milieu », selon laquelle les travestis et homosexuels doivent évoluer dans un milieu adapté pour s'épanouir ; il recommande ainsi par écrit à Eva/ Gerd Katter, une travestie, de se rendre au bar lesbien « Mali und Igel ». Il cofonde également l'association « Vereinigung d'Eon », qui avait pour but de regrouper les travestis. Dans ce cadre, il propose des consultations gratuites.

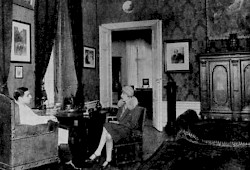
Felix Abraham en conversation avec un « Transvestit » dans une pièce de l'Institut. Entre 1929 et 1933. Photographie conservée au Jüdisches Museum de Berlin.

Louis-Charles Royer, auteur de L'Amour en Allemagne, qui a visité l'Institut et rencontré Felix Abraham, le décrit avec ces mots:
« C'est un grand jeune homme mince et brun, qui a de très beaux yeux - j'ai horreur de cette image archi usée : yeux de gazelle; mais comment ne pas l'appliquer au docteur Abraham? - et malgré cela, l'air extrêmement intelligent.

[Il] parle aussi bien anglais et français qu'allemand. »
Vers 1933, Abraham se lie d'amitié avec la pianiste Ellen Epstein. En 1935, il exerce la profession de médecin à Berlin. En 1936, il tente de s'installer en Suède pour y trouver un emploi de médecin, mais ses efforts échouent. Au printemps 1937, il émigre en Italie, où il se suicide en exil à Florence à la fin de l'année. Son suicide est documenté par une lettre du début de 1939.
Le 12 novembre 2016, un Stolperstein est installé devant un de ses anciens lieux de résidence, Berlin-Steglitz, Gritznerstraße 78.

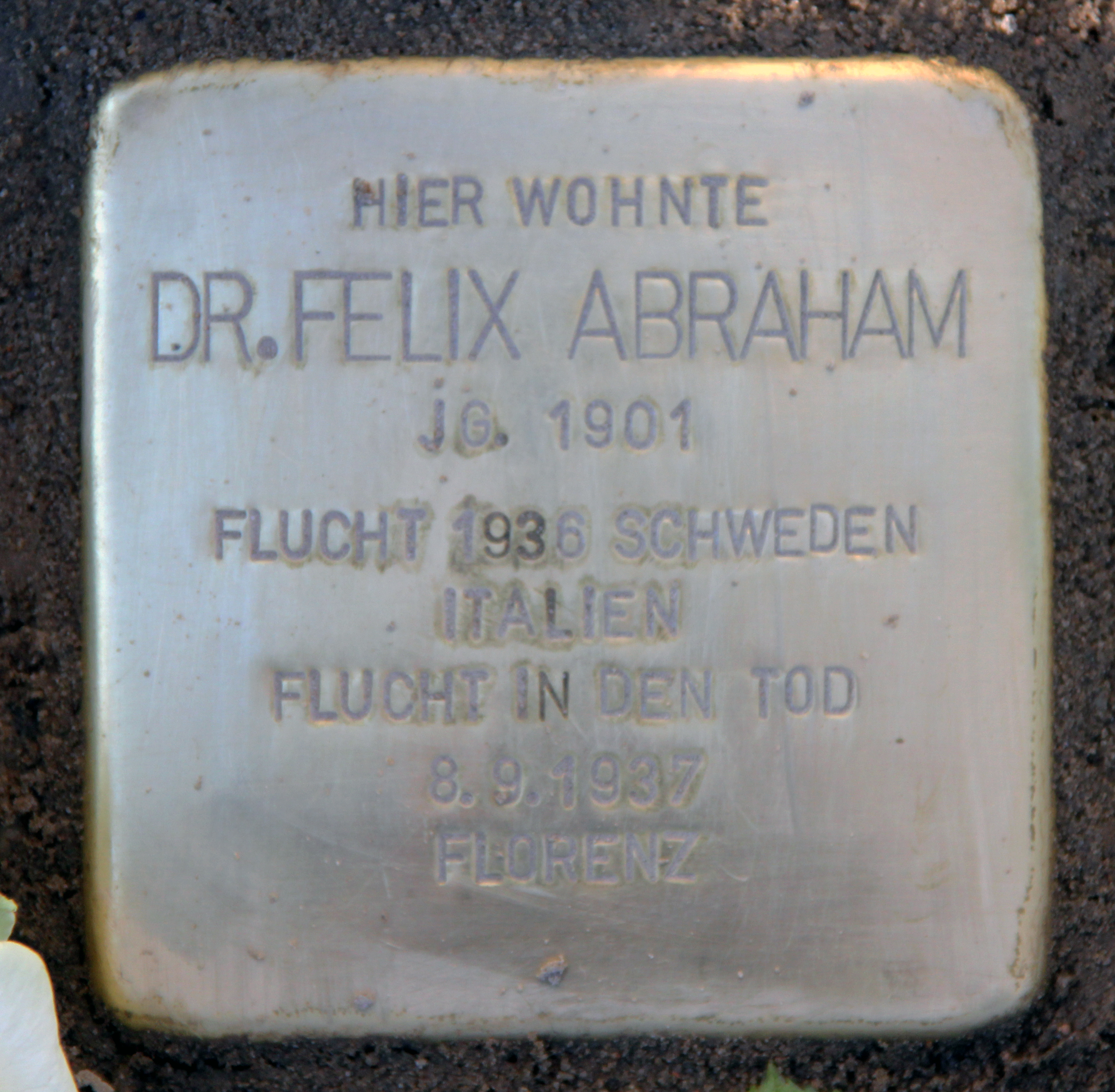
Stolperstein à un de ses anciens domiciles, Gritznerstraße 78, à Berlin-Steglitz.

## Publications

### Travail d'éditeur
- Avant-propos de Karl Plättner, Eros en prison. Eros im Zuchthaus. Sehnsuchtsschreie gequälter Menschen nach Liebe. Eine Beleuchtung der Geschlechtsnot der Gefangenen, bearbeitet auf der Grundlage von Eigenerlebnissen, Beobachtungen und Mitteilungen in achtjähriger Haft. Préface de Magnus Hirschfeld et Felix Abraham,
  - 1re édition : Mopr-Verlag, Berlin 1929 ;
  - 2e édition : Witte, Hanovre 1930 ;
- Éditeur de Perversions sexuelles. D'Après l'enseignement du Dr Magnus Hirschfeld, avec son premier assistant le Dr Félix Abraham ; traduit et adapté par le docteur Pierre Vachet, Éditions internationales François Aldor, Paris 1931 (français).

### Articles de recherche et de vulgarisation
- « Untersuchungen über die Veränderungen der Sterblichkeitsstatistik des ersten Lebensjahres ». Münch, Frankfurt am Main / Niederrad 1928 (thèse de doctorat, allemand) ;
- « Chirurgische Eingriffe bei Anomalien des Sexuallebens », in : Therapie der Gegenwart, n°67, 1926, S. 451–455 ;
- « Auf den Spuren des Sexualverbrechen », in : Die Aufklärung 1, 8, 1929, p. 232 ;
- « Eine neue Method zur Behandlung des Hypererostismus », in : Sexual Reform Congress, Londres, 1929, p. 526 sq. ;
- « Transvestiten! », in : Die Aufklärung 2, 1930, 8/9, p. 165 ;
- « Genitalumwandlungen an zwei männlichen Transvestiten », in : Zeitschrift für Sexualwissenschaft und Sexualpolitik, Nr. 18, 1931, S. 223–226 ; traduit en anglais : « Genital Reassignment on Two Male Transvestites », in :  The International Journal of Transgenderism 2, 1, 1998[9].